# Warner Bros. Studios (Бербанк)
Warner Bros. Студії, Бербанк, раніше відома як First National Studio (1926–1929), Warner Bros. — Seven Arts Studios (1967–1970) і The Burbank Studios (1972–1990) — велика кіностудія, якою володіє та керує Warner Bros. Entertainment Inc. у Бербанку, Каліфорнія. First National Pictures побудувала кіностудію на ділянці 25 га, в 1926 році, коли розширилася від дистриб'ютора фільмів до виробництва фільмів.

## Історія
Фінансовий успіх The Jazz Singer і The Singing Fool дозволив Warner Bros. придбати мажоритарний пакет акцій First National у вересні 1928 року, і компанія почала переміщувати свою продукцію в Бербанк. Перша національна студія, як її тоді називали, стала офіційним домом Warner Bros. – Перші національні картини з чотирма звуковими сценами. Хоча студії Warner's Sunset Boulevard активно використовувалися протягом 1930-х років як для кінозйомок, так і для «фонографічних записів» пожежа в грудні 1934 року знищила 15 акрів (6,1 га) студій у Бербанку, що змусило компанію повернути свою студію Sunset Boulevard у повне використання.
У 1937 році Сцена 7 була піднята на 30 футів і перейменована на Сцену 16, щоб стати сценою висотою 98 футів з резервуаром для води на 2 мільйони галонів, однією з найбільших сцен у світі і використовувалась для зйомок сцен з The Goonies (1985), The Perfect Storm (2000) і Dunkirk (2017), а також тут можна побачити героїв Раяна Гослінга та Емми Стоун у фільмі La La Land (2016). Сцена 22, побудована в 1937 році, була останньою сценою, побудованою на ділянці студії за 60 років. До 1937 року Warner Bros. майже закрили студію Sunset, зробивши ділянку в Бербанку своєю головною штаб-квартирою, якою вона залишається донині. Зрештою Warner розпустила компанію First National, і сайт часто називали просто Студії Warner Bros..
Backlot має різні набори, включаючи вулицю Нью-Йорка; вулиця Хеннесі; Midwest Street і The Jungle. Вулиця Нью-Йорка була побудована в 1930 році і може використовуватися для представлення інших міст, а також використовувалася для фільмів, зокрема «42-а вулиця» (1933), «Той, що біжить по лезу» (1982) і «Темний лицар» (2008), а також телесеріалів, таких як «Друзі» (1994–2004). Вулиця Хеннесі спочатку була відома як Тенемент-стріт і була побудована в 1937 році. Його використовували для фільмів «Моя прекрасна леді» (1964), «Енні» (1982) і «Людина-павук» (2002). Вулиця Середнього Заходу була побудована в 1939 році для «Чотирьох дружин» і з тих пір використовувалася як «Річкове місто» в «Людина-музикант» (1962), а також для «Герцогів Хаззарда» (1979-1985) і «Гремліни» (1984). Зйомки «Джунглі» були побудовані в 1955 році для фільму «Сантьяго» (1956), а пізніше використовувалися для фільмів «Гуні» (1985) і «Уолтони». У 1955 році Warner Bros. Було створено телебачення, і кількість телепродукції збільшилася, а деякі сцени були розділені на дві або три менші сцени. Зйомки Laramie Street були побудовані в 1957 році і використовувалися для вестернів, включаючи «Палаючі сідла» (1974) і телесеріали «Шайєнн і Маверік». У 2004 році її перетворили на Ворнер-Віллідж, житлову вулицю, яку використовували в серіалах, зокрема «Двоє з половиною чоловіків» і «Теорія великого вибуху».
З метою скорочення витрат у 1972 році Warner Bros. створила спільне підприємство з Columbia Pictures, щоб створити The Burbank Studios на ділянці Warner та її допоміжний об’єкт, The Burbank Studios Ranch, на Columbia Ranch, розташованому в милі на північ від основний лот. Burbank Studios часто називали абревіатурою TBS, особливо ранчо, тобто TBS Ranch. Протягом цього періоду, будь то власність Columbia Pictures чи Warner Bros., кредит для The Burbank Studios, який є виробничою базою, був включений до одного з титульних карток кожного виробництва. Крім того, новий незалежний постачальник Lorimar Productions базувався на The Burbank Studios, тому до кінцевих титрів таких об’єктів, як The Waltons, The Blue Knight і Eight Is Enough, було включено позначку «Знято на The Burbank Studios». Спільне підприємство тривало до 1990 року, коли партнерство було розірвано, а Columbia Pictures і дочірній підрозділ Tri-Star Pictures переїхали на колишню ділянку Metro-Goldwyn-Mayer /Lorimar (нині Sony Pictures Studios ) у Калвер-Сіті та заволоділи двома студіями. ділянки в Бербанку повернулися Warner Bros. Studios і Warner Bros. Studios Ranch Facilities відповідно.
З 1992 по 1995 рік Columbia TriStar Home Video (нині Sony Pictures Home Entertainment) знаходилась на 3400 Riverside Drive на ділянці Warner Bros.
Фільм «Друзі» знімався на території студії протягом десяти років. Перший сезон знімався на Сцені 5, але на початку другого сезону виробництво було перенесено на більшу Сцену 24. Етап 24 був перейменований на «The Friends Stage» після фіналу серіалу в 2004 році. Інші шоу, зняті на Stage 24, включали Аншлаг і Майк і Моллі. Теорія великого вибуху була знята на Сцені 25 і Сцені 1, яка є однією з 3 сцен, де вони записували Шоу Еллен ДеДженерес. До 2015 року студія мала 35 звукових сцен.